# Lijst van gemeenten van Durango
De Mexicaanse deelstaat Durango bestaat uit 39 gemeenten.
| INEGI | Gemeente              | Inwoners | Oppervlakte | Hoofdplaats                             | Inwoners |
| ----- | --------------------- | -------- | ----------- | --------------------------------------- | -------- |
| 001   | Canatlán              | 31.454   | 3.492,0 km² | Ciudad Canatlán                         | 11.495   |
| 002   | Canelas               | 4.321    | 892,6 km²   | Canelas                                 | 958      |
| 003   | Coneto de Comonfort   | 4.084    | 1.074,5 km² | Coneto de Comonfort                     | 857      |
| 004   | Cuencamé              | 34.955   | 5.349,4 km² | Cuencamé de Ceniceros                   | 11.585   |
| 005   | Durango               | 688.697  | 9.285,4 km² | Victoria de Durango                     | 616.068  |
| 006   | General Simón Bolívar | 10.038   | 2.189,3 km² | General Simón Bolívar                   | 1.321    |
| 007   | Gómez Palacio         | 372.750  | 842,4 km²   | Gómez Palacio                           | 301.742  |
| 008   | Guadalupe Victoria    | 36.695   | 1.317,1 km² | Guadalupe Victoria                      | 18.696   |
| 009   | Guanaceví             | 9.869    | 5.485,6 km² | Guanaceví                               | -        |
| 010   | Hidalgo               | 3.843    | 4.689,6 km² | Villa Hidalgo                           | 614      |
| 011   | Indé                  | 4.748    | 2.505,1 km² | Indé                                    | 571      |
| 012   | Lerdo                 | 163.313  | 2.147,7 km² | Ciudad Lerdo                            | 96.243   |
| 013   | Mapimí                | 26.932   | 7.730,1 km² | Mapimí                                  | 26.932   |
| 014   | Mezquital             | 48.583   | 8.373,4 km² | San Francisco del Mezquital             | 1.742    |
| 015   | Nazas                 | 12.894   | 2.387,5 km² | Nazas                                   | 3.622    |
| 016   | Nombre de Dios        | 19.060   | 1.185,9 km² | Nombre de Dios                          | 19.060   |
| 017   | Ocampo                | 8.003    | 3.644,0 km² | Villa Ocampo                            | 1.076    |
| 018   | El Oro                | 10.384   | 3.530,0 km² | Santa María del Oro                     | 6.342    |
| 019   | Otáez                 | 4.924    | 1.709,9 km² | Otáez                                   | -        |
| 020   | Pánuco de Coronado    | 12.656   | 1.026,2 km² | Francisco I. Madero                     | -        |
| 021   | Peñón Blanco          | 11.118   | 1.683,6 km² | Peñón Blanco                            | 5.271    |
| 022   | Poanas                | 25.623   | 1.127,5 km² | Ciudad Villa Unión                      | 11.509   |
| 023   | Pueblo Nuevo          | 51.269   | 6.968,0 km² | El Salto                                | 24.241   |
| 024   | Rodeo                 | 12.818   | 1.432,9 km² | Rodeo                                   | 12.818   |
| 025   | San Bernardo          | 2.837    | 2.307,2 km² | San Bernardo                            | -        |
| 026   | San Dimas             | 17.333   | 5.459,6 km² | Tayoltita                               | 5.124    |
| 027   | San Juan de Guadalupe | 5.251    | 2.409,6 km² | San Juan de Guadalupe                   | 1.712    |
| 028   | San Juan del Río      | 12.013   | 1.399,4 km² | San Juan del Río del Centauro del Norte | 2.919    |
| 029   | San Luis del Cordero  | 2.103    | 604,8 km²   | San Luis del Cordero                    | 2.013    |
| 030   | San Pedro del Gallo   | 1.633    | 1.796,9 km² | San Pedro del Gallo                     | 634      |
| 031   | Santa Clara           | 6.727    | 985,3 km²   | Santa Clara                             | 6.727    |
| 032   | Santiago Papasquiaro  | 49.207   | 6.402,9 km² | Santiago Papasquiaro                    | 30.063   |
| 033   | Súchil                | 6.917    | 1.468,3 km² | Súchil                                  | -        |
| 034   | Tamazula              | 26.300   | 5.800,7 km² | Tamazula de Victoria                    | -        |
| 035   | Tepehuanes            | 11.378   | 6.069,2 km² | Santa Catarina de Tepehuanes            | -        |
| 036   | Tlahualilo            | 21.143   | 4.741,5 km² | Tlahualilo de Zaragoza                  | 21.143   |
| 037   | Topia                 | 9.320    | 1.627,6 km² | Topia                                   | -        |
| 038   | Vicente Guerrero      | 23.476   | 369,7 km²   | Ciudad Vicente Guerrero                 | 23.476   |
| 039   | Nuevo Ideal           | 27.981   | 1.851,7 km² | Nuevo Ideal                             | 12.850   |

| Detailkaart                         |
| ----------------------------------- |
|                                     |
| Ligging Durango binnen Mexico       |
|                                     |
| Gemeenten ingedeeld naar INEGI code |